# Roger Smith (menedżer)
Roger Smith (ur. 12 lipca 1925, zm. 29 listopada 2007) – amerykański menedżer, były prezes General Motors.
Zyskał międzynarodową sławę dzięki filmowi Roger and Me.